# Nuraghe Appiu
Il nuraghe Appiu è un nuraghe che si trova a circa dieci chilometri da Villanova Monteleone, nella Sardegna nord occidentale, ad una altezza di 500 m s.l.m. ma a breve distanza dal mare.

## Ubicazione e descrizione
Sulla strada che porta da Villanova Monteleone a Bosa (S.P. interna via Interrios-Montresta), al bivio di Monte Cucu (ex casa cantoniera), si incontra l'indicazione per il Parco archeologico di Nuraghe Appiu. Anche  dalla litoranea che collega Alghero a Bosa (S.P. litoranea), si può arrivare al Parco Archeologico percorrendo, per circa 6 km, una stretta strada asfaltata (vicinale Monte Cuccu-Nuraghe Appiu con ampi tratti sterrati e di difficile percorrenza nelle stagioni piovose.

### Nuraghe Appiu 1
Le parti alte del nuraghe sono crollate e quindi esso si presenta come un cumulo di grosse pietre alto circa 15 metri. È possibile, anche se con fatica, entrare all'interno del nuraghe dove si trovano due camere, una sopra l'altra. In seguito a una recente campagna di scavi, sta emergendo attorno al nuraghe un villaggio preistorico di notevoli  dimensioni: si tratta di capanne di cui sono stati rinvenuti i muretti a secco e tracce del luogo dove si accendeva il fuoco, con nicchie che servivano da ripostiglio e spazi per la lavorazione dell'ossidiana e la selce. Nel sito si sono rinvenuti  una vasca in tufo, strumenti in bronzo e vasellame vario.

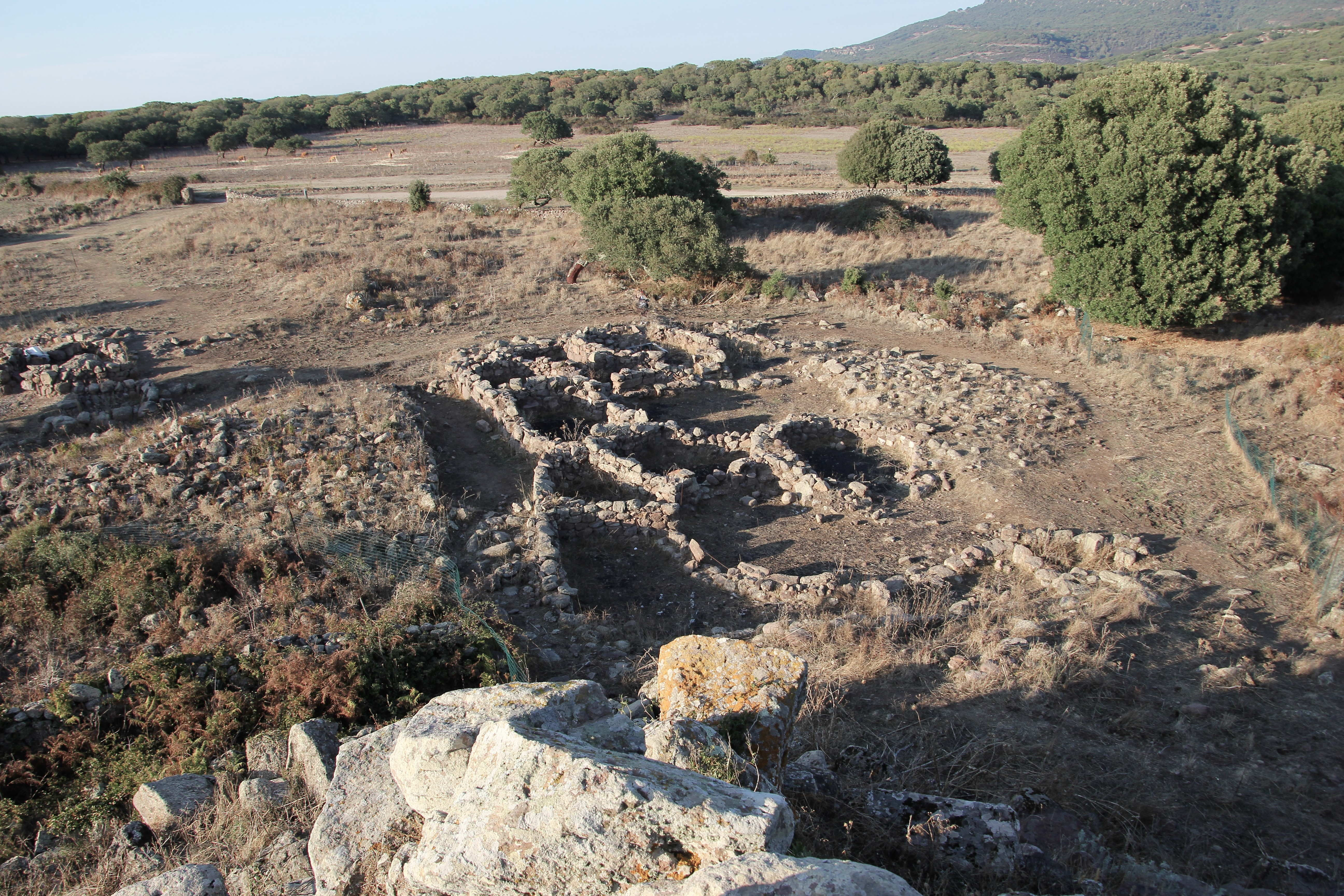

### Nuraghe Appiu 2
Ad alcune centinaia di metri, addentrandosi in un fitto bosco di querce, si trova un secondo piccolo nuraghe monotorre in discreto stato di conservazione. Privo della copertura, la sua altezza interna non supera i 4 metri. Nelle sue vicinanze si trova una tomba megalitica coperta con lastroni di pietra. Il lato anteriore della tomba, detta Tomba dei Giganti (quasi simile a quella di "Lacaneddhu" sulla S.S. N° 292 Alghero-Villanova M. a circa un kilometro dalla casa cantoniera "Monte Fulcadu"), presenta un semicerchio di pietra che forse delimitava uno spazio legato al rito funebre.
Il sentiero che porta a questi due monumenti, è bordato delle pietre poste a circa 15-20 metri l'una dall'altra.-